# Шульга, Валерий Яковлевич
Валерий Яковлевич Шульга — специалист в области экономики строительства и путевого хозяйства, доктор технических наук, профессор, заслуженный деятель науки и техники РСФСР, почетный профессор МИИТа, почетный академик Академии транспорта.

## Биография
В МИИТе с 1946 года: ассистент, доцент, профессор кафедры «Путь и путевое хозяйство» (1950—1969 гг.), заведующий кафедрой «Экономика строительного производства» (1970—1991 гг.), декан ИЭФ (1980—1885 гг.). Участник Великой Отечественной войны.
После окончания МИИТа в 1942 г. был начальником строительно-восстановительного участка, инженером Калининской железной дороги. В 1946 г. поступил; в 1950 г. окончил аспирантуру МИИТа, защитив кандидатскую диссертацию на тему «Вопросы распределения земляных масс при сооружении железнодорожного земляного полотна и выбора способов производства работ».
В 1967 году стал доктором технических наук, защитив диссертацию на тему «Комплексное исследование сфер рационального применения конструкций верхнего строения пути».

## Научные исследования
Предметом существенных исследований В. Я. Шульги явилась безопасность движения поездов и надежность работы пути; эффективность и сферы целесообразного применения бесстыкового пути, вопросы организации его укладки и эксплуатации; разработка и внедрение экономических нормативов в путевом хозяйстве железных дорог.

## Труды
Шульга В. Я. является автором и соавтором более 150 опубликованных работ, под его руководством были подготовлены более 20 кандидатов и 2 докторов наук.
Избранные публикации:
- Вопросы распределения земляных масс при сооружении железнодорожного земляного полотна и выбора способов производства работ] : диссертация на соискание ученой степени кандидата технических наук : 05.00.00. — Москва, 1950. — 351 с.
- Комплексное исследование сфер рационального применения конструкций верхнего строения пути : диссертация на соискание ученой степени доктора технических наук : 05.00.00. — Москва, 1966. — 518 с. : ил. + Прил. (200 с.: ил.).

- Верхнее строение железнодорожного пути Франции / Доц. В. Я. Шульга, канд. техн. наук. — М.: Трансжелдориздат, 1958. — 94 с.
- Эффективность новой техники и механизации в путевом хозяйстве [Текст] / К. Е. Иванов, И. Т. Шарбатов, В. Я. Шульга. — Москва : Трансжелдориздат, 1963. — 312 с. : ил.
- Экономика путевого хозяйства : Учеб. пособие / В. Я. Шульга; Моск. гос. ун-т путей сообщ. (МИИТ), Каф. «Экономика строит. пр-ва». — М.: МИИТ, 1995. — 175 с. : граф.; 20 см.
- Охрана природы и железнодорожный транспорт : Конспект лекций / В. Я. Шульга ; Моск. ин-т инженеров ж.-д. транспорта, Кафедра экономики строит. производства. — М.: [б. и.], 1976. — 38 с.
- Повышение эффективности железнодорожного строительства / Под общ. ред. В. Я. Шульги. — Москва : МИИТ, 1985 (1986). — 111 с.; 21 см. — (Межвуз. сб. науч. тр. Моск. ин-т инженеров ж.-д. трансп., ISSN 0208-3205; Вып. 772).
- Экономика железнодорожного строительства : [Учеб. для вузов ж.-д. трансп. / С. А. Войтович, В. И. Левин, А. Д. Майданов и др.]; Под ред. В. Я. Шульги. — Москва : Транспорт, 1982. — 336 с.
- Экономика путевого хозяйства : [Учеб. для вузов ж.-д. трансп. / В. И. Ангелейко, А. В. Болотин, М. В. Кокин и др.]; Под ред. В. Я. Шульги. — Москва : Транспорт, 1988. — 302,[1] с. — ISBN 5-277-00015-1
- Учёт особенностей строительства и эксплуатации железных дорог в программах их развития : учеб. пособие для студентов специальностей «Экономика и упр. на предприятии (стр-во)», «Экономика и упр. на трансп.», «Стр-во и путевое хоз-ва желез. дорог» / В. Я. Шульга ; М-во путей сообщения Рос. Федерации, Моск. гос. ун-т путей сообщения (МИИТ), Каф. «Экономика строит. пр-ва». — Москва : МИИТ, 2004. — 96 с. : табл.
- Климат России и железные дороги : учебное пособие для студентов специальностей «Экономика и управление на предприятиях (строительство)», «Экономика и управление на транспорте», «Строительство и путевое хозяйство железных дорог» / В. Я. Шульга ; Московский гос. ун-т путей сообщения (МИИТ), Каф. «Экономика строит. пр-ва». — Москва : МИИТ, 2006. — 39, [1] с. : табл.